# دیو کولیر
دیو کولیر (انگلیسی: Dave Coulier؛ زادهٔ ۲۱ سپتامبر ۱۹۵۹) کمدین، بازیگر تلویزیون، بازیگر سینما، صدا پیشه و خلبان اهل ایالات متحده آمریکا است.
از فیلم‌ها یا برنامه‌های تلویزیونی که وی در آن نقش داشته‌است می‌توان به آشنایی با مادر اشاره کرد.